# Chiesa di San Giovanni Battista (Nižnij Novgorod)
La chiesa di San Giovanni Battista (in russo Церковь Рождества Иоанна Предтечи?) è una chiesa di Nižnij Novgorod, in Russia. Dal suo sagrato, durante il Periodo dei torbidi, fu pronunciato il proclama dell'eroe nazionale Kuz'ma Minin che incitava il popolo alla lotta contro l'occupazione polacca di Mosca. Tra le più antiche chiese cittadine, l'edificio dà il nome ad una delle torri del Cremlino di Nižnij Novgorod.

## Storia e descrizione
Le prime testimonianze documentali sulla chiesa risalgono al XV secolo. La costruzione originaria era in legno, come molte delle chiese presenti in città. All'inizio del XVII secolo all'edificio furono aggiunti il refettorio ed il sagrato da cui nel 1611 Kuz'ma Minin lanciò l'appello ai concittadini, affinché contribuissero a formare una milizia popolare che liberasse le terre russe dagli invasori polacchi. Tale episodio trovò raffigurazione nei dipinti di pittori come Konstantin Makovskij, Michail Peskov e Aleksej Kivšenko.

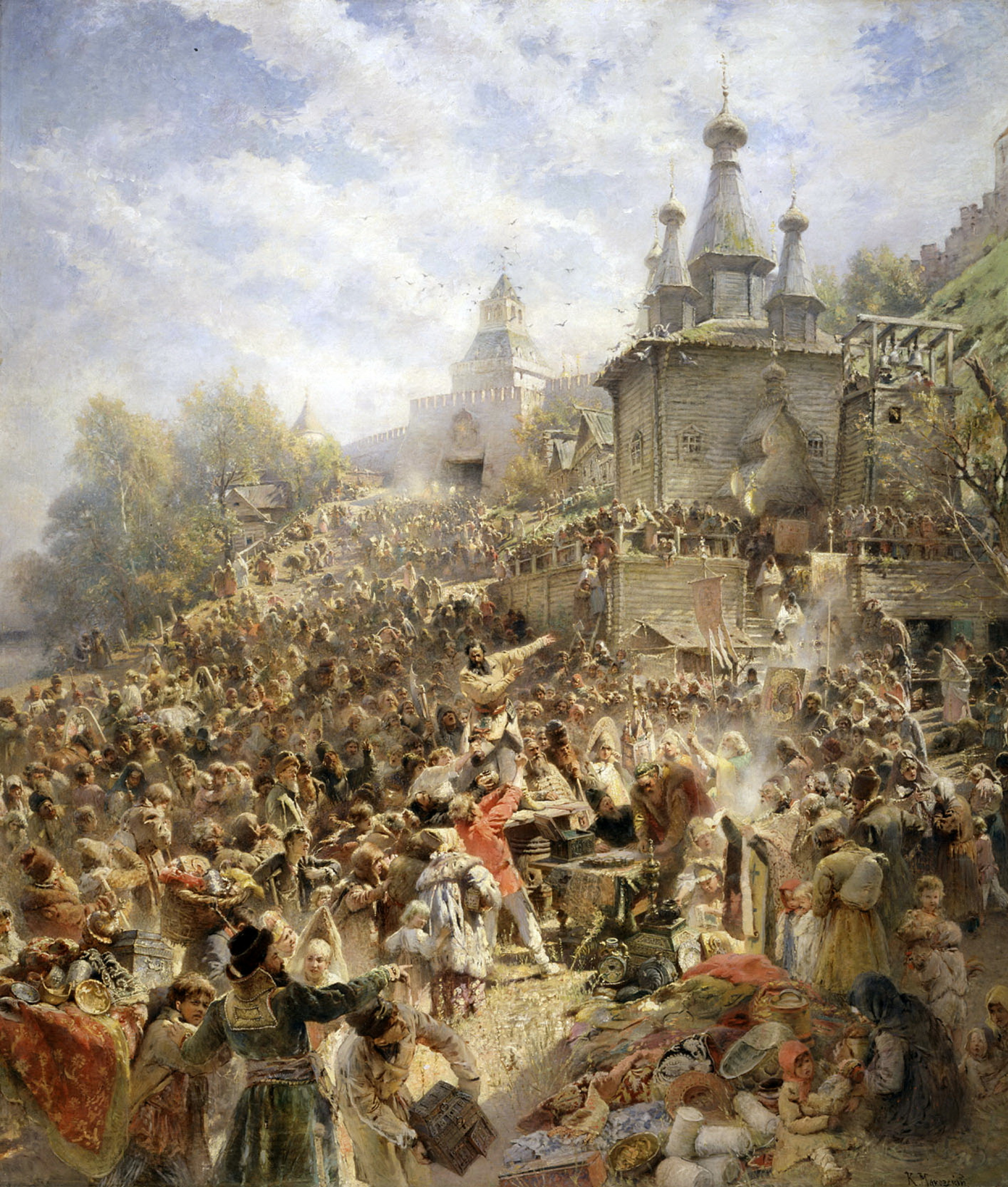
Appello di Minin, Konstantin Makovskij

Nel 1676 il mercante Gavriil Dranišnikov si propose come finanziatore della ricostruzione del tempio in pietra e, dopo aver ottenuto la benedizione del metropolita Filarete, avviò i lavori. Morì nel 1679 e la chiesa fu completata su iniziativa del fratello Lavrentij nel 1683. Le trasformazioni urbanistiche avvenute in città tra il 1834 ed il 1839 alterarono il sistema di drenaggio sottosuperficiale, causando la progressiva erosione delle fondamenta della chiesa. Fu quindi necessario un intervento architettonico per mettere in sicurezza l'edificio. Ad occuparsene furono gli architetti Ivan Efimov e Georg Kiesewetter.
Nel 1855 furono costruite la loggia e una nuova cappella dedicata al santo ed eroe nazionale Aleksandr Nevskij, mentre nel 1870 fu ristrutturato radicalmente il campanile. Tra il 1881 ed il 1885 venne realizzato un nuovo intervento di restauro e nel 1899 si rese necessario lo spostamento dell'altare. Nel 1937 il governo sovietico impose la chiusura al culto dell'edificio, poi adibito a sede di una scuola per motociclisti.
La chiesa fu restituita all'eparchia di Nižnij Novgorod e Arzamas all'inizio degli anni novanta. Dal 1994 ripresero regolarmente le funzioni religiose. Nel giugno 2004, a seguito della decisione di restaurare la struttura, furono avviati importanti ed onerosi lavori architettonici. Circa 60 milioni di rubli vennero investiti dalla ricca azienda cartaria OAO Volga. Durante i restauri l'edificio rimase aperto al culto. La chiesa fu riconsacrata il 4 novembre 2005 dal patriarca di Mosca Alessio II.
Lo stesso giorno, in occasione dell'anniversario di nascita della milizia popolare di Nižnij Novgorod, sulla piazza di fronte alla chiesa di San Giovanni Battista fu inaugurato un monumento dedicato ai patrioti Kuz'ma Minin e Dmitrij Požarskij. Si tratta di una copia del Monumento a Minin e Požarskij scolpito da Ivan Martos e collocato sulla Piazza Rossa di Mosca. La chiesa ospita un'icona della Madonna di Kazan', donata dal patriarca Alessio II, e una reliquia di San Giovanni Battista.

## Galleria d'immagini

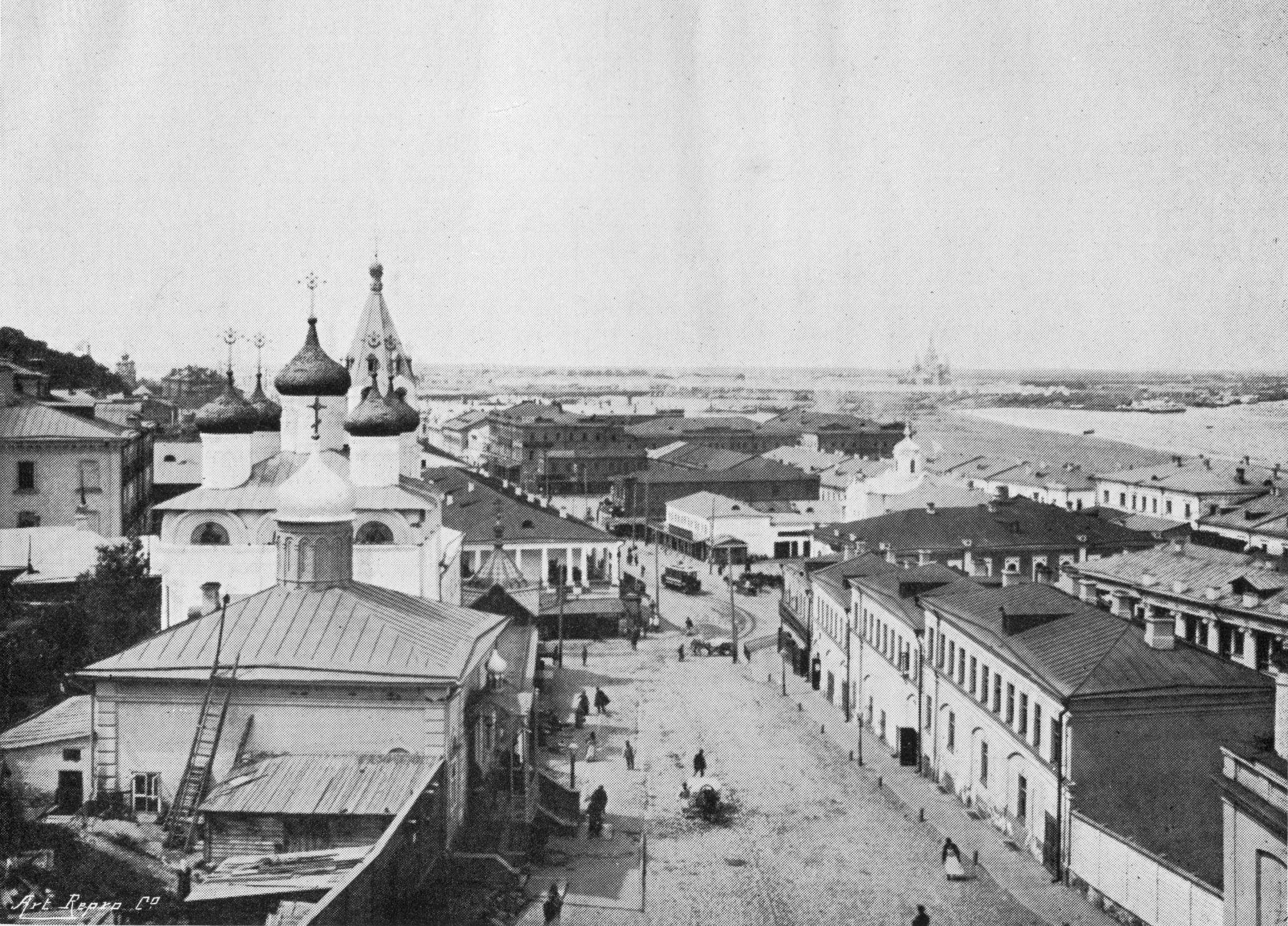
Chiesa di San Giovanni in una foto del 1890

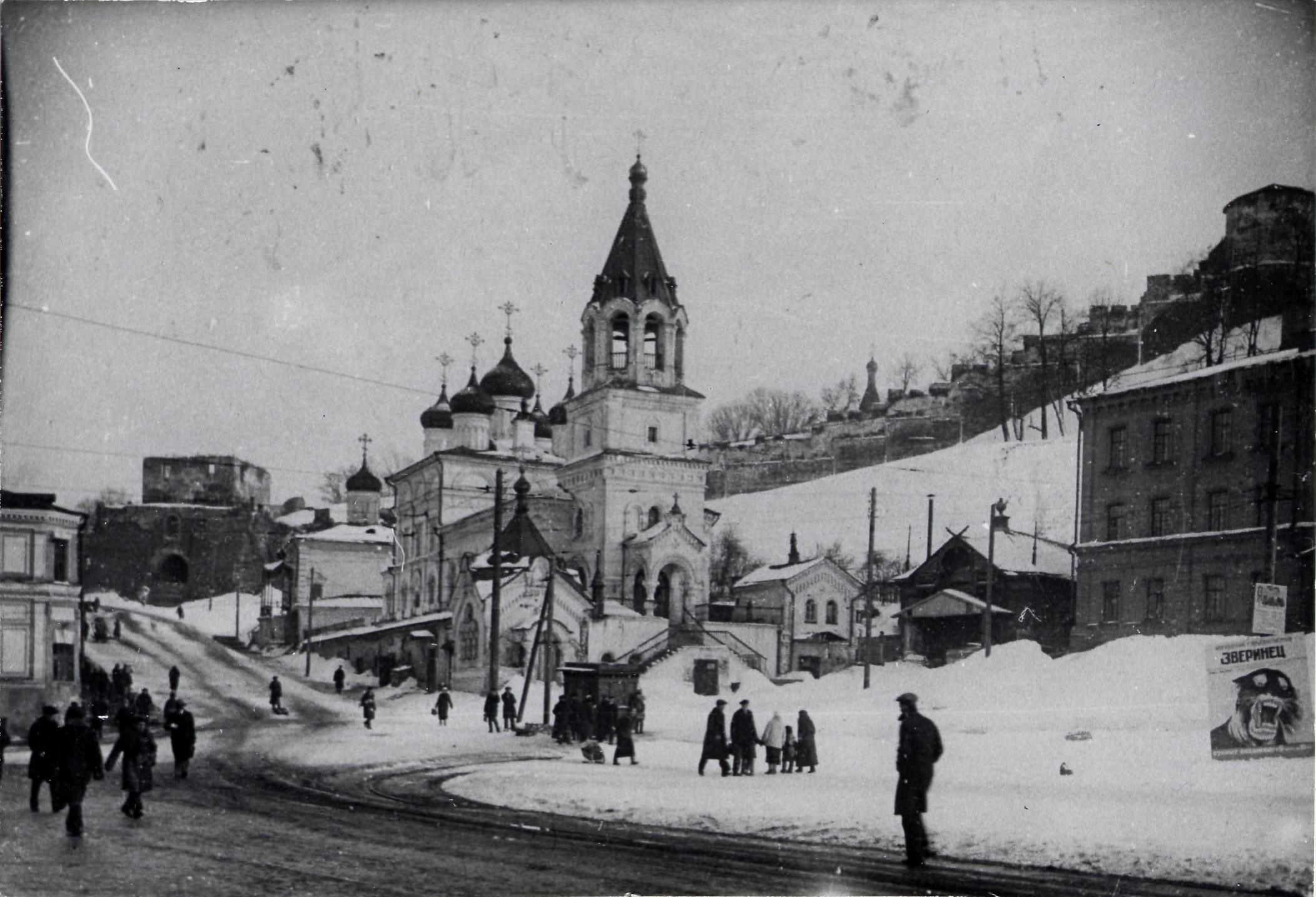
Chiesa di San Giovanni Battista. Anni '30 XX secolo
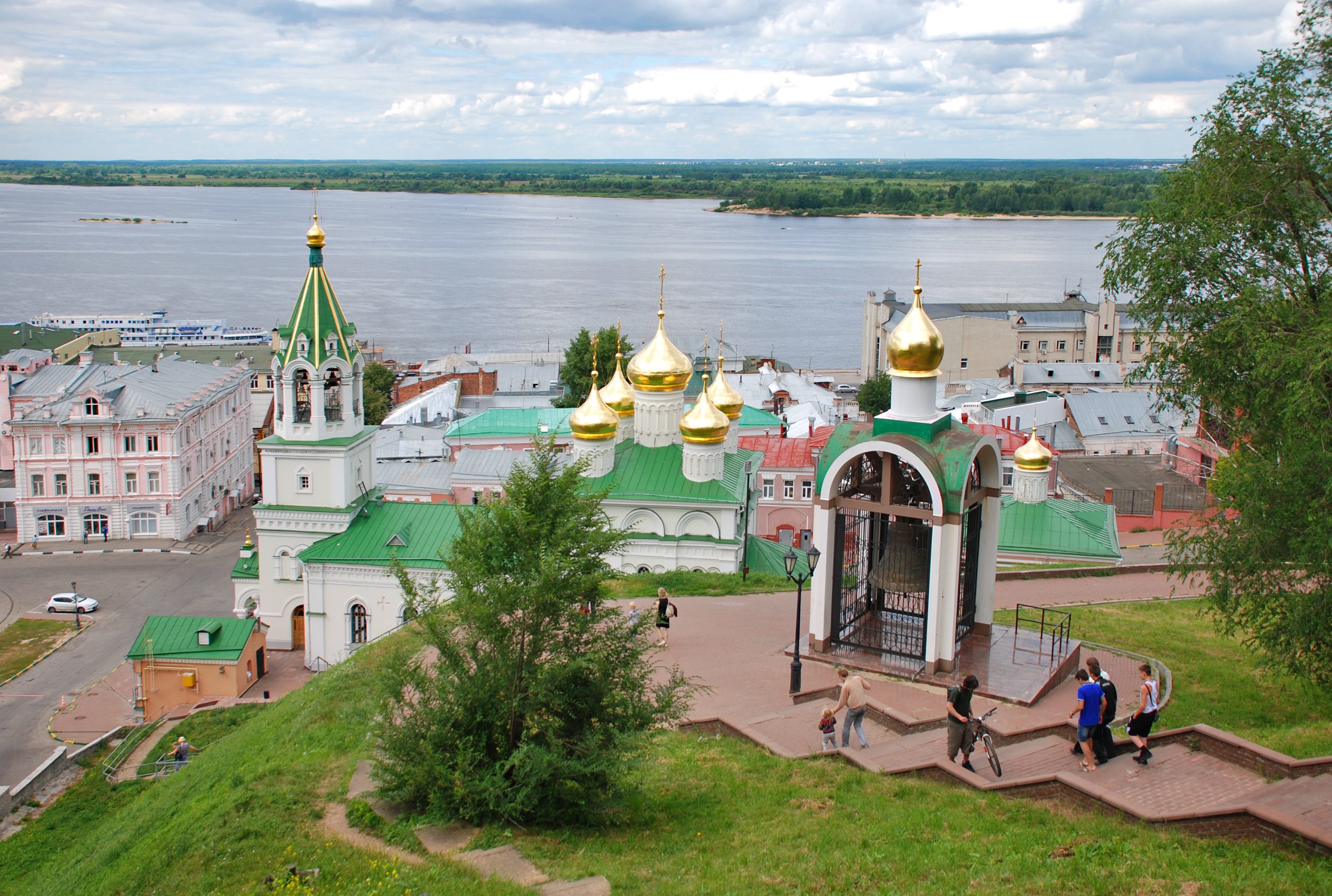
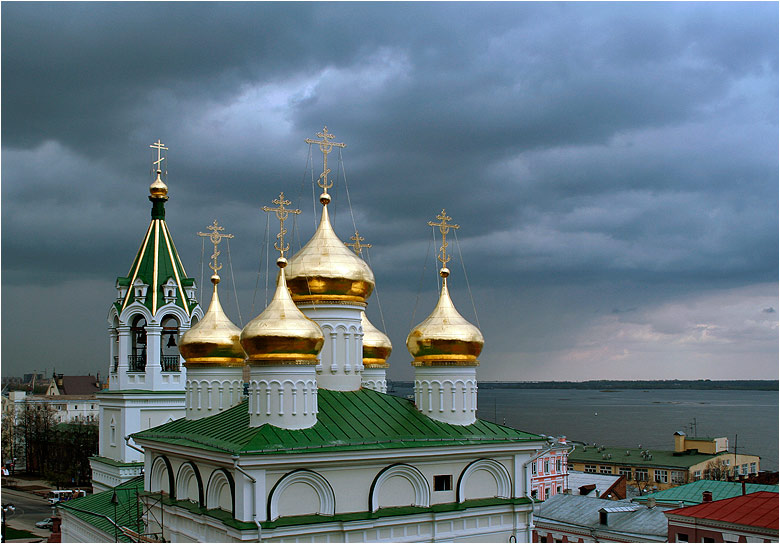